# Toyota Coaster

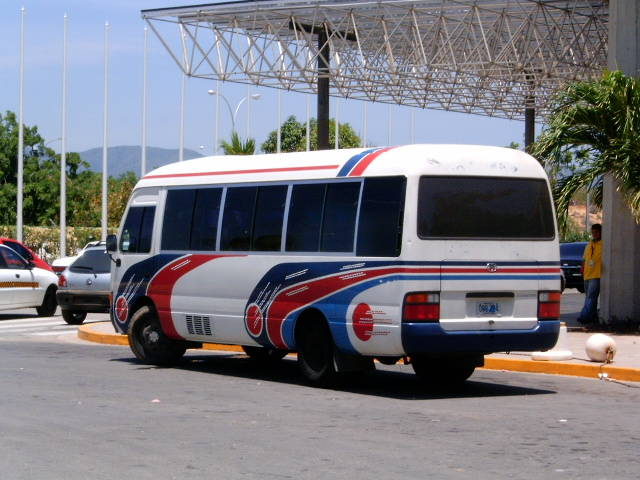
Toyota Coaster w Wenezueli

Toyota Coaster – minibus produkowany przez koncern Toyota. 
Toyota Coaster to główny środek transportu publicznego w wielu krajach Azji, Ameryki Północnej i Afryki. Można ją spotkać również w Australii.

## Główni konkurenci

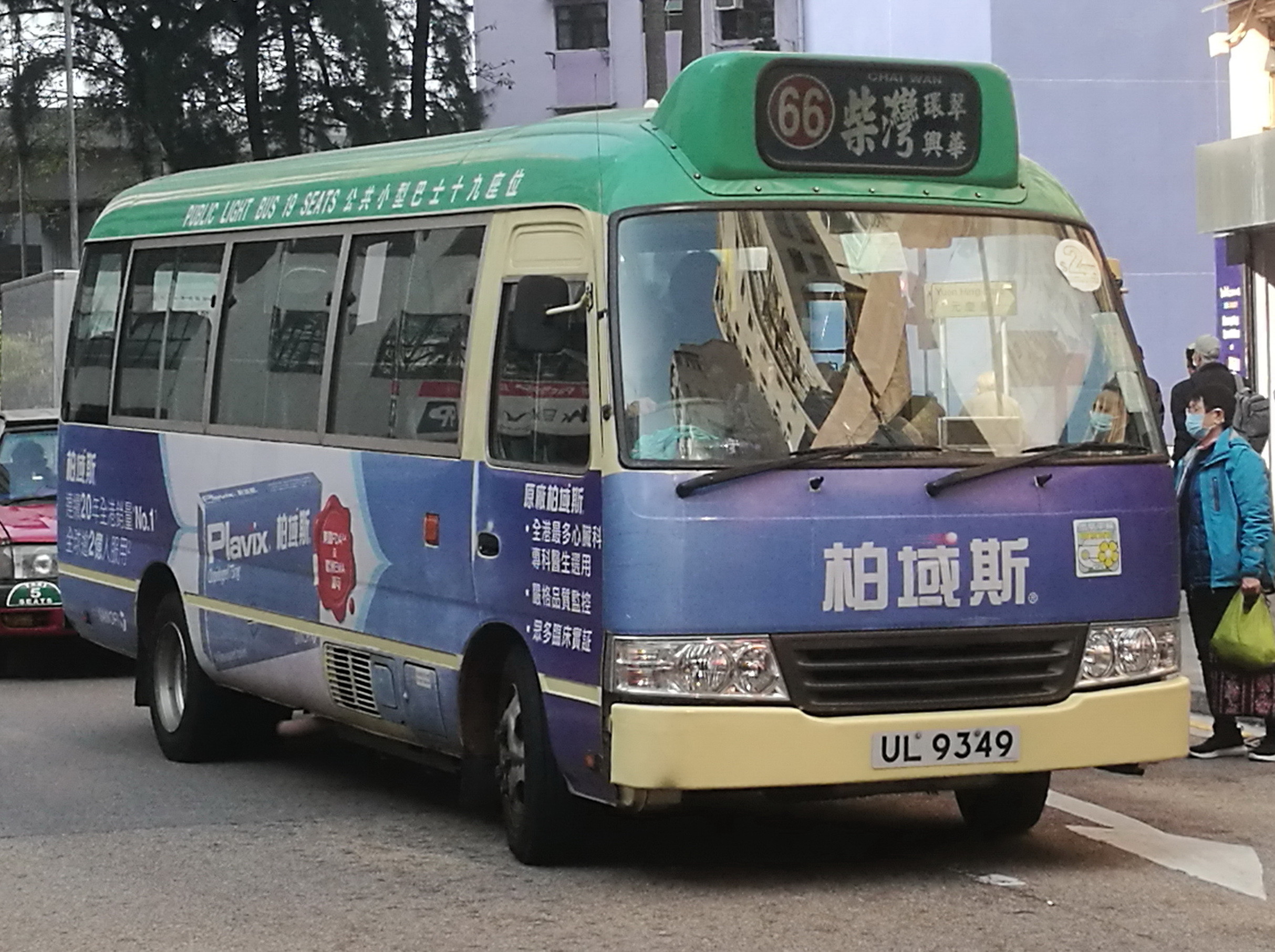
Najnowsza Toyota Coaster LPG w Hongkongu

- Mitsubishi Rosa
- Nissan Civilian
- Ford Transit